# Sliding Doors
Sliding Doors (br: De Caso com o Acaso; pt: Instantes Decisivos) é um filme de fantasia de comédia dramática e comédia romântica britânico-americano de 1998, escrito e dirigido por Peter Howitt, estrelado por Gwyneth Paltrow e John Hannah, além de John Lynch, Jeanne Tripplehorn e Virginia McKenna. O filme alterna entre duas histórias, mostrando dois caminhos que a vida da personagem central poderia seguir, dependendo de ela pegar ou não um trem.

## Sinopse
Em uma certa manhã em Londres, ao chegar ao trabalho Helen (Gwyneth Paltrow) é despedida de uma firma de relações públicas. Quando volta para casa, as portas do metrô se fecham. Deste instante em diante pode-se ver em acontecimentos paralelos o que aconteceria na vida de Helen se tivesse pego o metrô ou se não tivesse. Em uma realidade Helen pega o metrô, conhece James (John Hannah) e chega em casa para achar Gerry (John Lynch), seu namorado, a traindo com Lydia (Jeanne Tripplehorn), uma ex-namorada dele. Na outra realidade Helen perde o metrô, é assaltada, vai para o hospital e chega em casa para achar Gerry sozinho no chuveiro, pois Lydia já foi embora. As duas realidades avançam paralelamente. Na primeira Helen deixa Gerry e inicia uma relação com James; na outra Helen leva uma vida desgastante, pois trabalha arduamente como garçonete, para sustentar a ela e a Gerry, que supostamente está escrevendo um livro mas na realidade continua tendo um tórrido caso com Lydia.

## Elenco
- Gwyneth Paltrow como Helen Quilley
- John Hannah como James Hammerton
- John Lynch como Gerry
- Jeanne Tripplehorn como Lydia
- Zara Turner como Anna
- Douglas McFerran como Russell
- Paul Brightwell como Clive
- Nina Young como Claudia
- Virginia McKenna como Mrs. Hammerton
- Kevin McNally como Paul
- Christopher Villiers como Steve

## Produção
As cenas no metrô de Londres foram filmadas na estação de metrô Waterloo, na Waterloo & City line, e na estação de metrô Fulham Broadway, na District line. O apartamento de Helen fica na Leinster Square. O American Diner é o Fatboy's Diner no Trinity Buoy Wharf. As cenas do Tamisa foram filmadas ao lado da Hammersmith Bridge e no pub Blue Anchor, em Hammersmith. A ponte em destaque é a Albert Bridge entre Battersea e Chelsea. A cena de madrugada, quando Paltrow e Hannah caminhavam pela rua, foi filmada em Primrose Gardens (anteriormente Stanley Gardens) em Belsize Park. A cena final do hospital, onde Helen e James se encontram no elevador, foi filmada no Chelsea and Westminster Hospital, em Fulham Road. As linhas do tempo duplas explícitas neste filme são semelhantes a um enredo dividido menos enfatizado no filme de 1949, que trata de um acidente de trem, The Interrupted Journey.

## Trilha sonora
1. Aimee Mann – "Amateur"
2. Elton John – "Bennie and the Jets"
3. Dido – "Thank You"
4. Aqua – "Turn Back Time"
5. Jamiroquai – "Use the Force"
6. Abra Moore – "Don't Feel Like Cryin'"
7. Peach Union – "On My Own"
8. Olive – "Miracle"
9. Dodgy – "Good Enough"
10. Blair – "Have Fun, Go Mad"
11. Andre Barreau – "Got a Thing About You"
12. Andre Barreau – "Call Me a Fool"

A música da cantora britânica Dido, "Thank You", apareceu na trilha sonora, tornando-se um sucesso três anos depois. Foi um comercial para este filme apresentando "Thank You" como música de fundo que inspirou o rapper Eminem a usar a voz de Dido em sua música "Stan". A música acabou atingindo a 3 posição no gráfico Billboard Hot 100.
A música de Aqua, "Turn Back Time", foi lançada como single em 1998 e liderou a parada de singles do Reino Unido. O videoclipe é fortemente baseado no filme e apresenta cenas dele.
Essa trilha sonora é notável como a última de um filme da Paramount a ser lançado pela MCA Records, que, como sucessora da antiga divisão de gravações da Paramount, continuou a lançar trilhas sonoras para alguns filmes da Paramount a partir de 1979. Em 2003, quando a Geffen Records absorveu a MCA e se tornou outro sucessor da antiga divisão de discos da Paramount, começou a compartilhar o dever de emitir trilhas sonoras de filmes da Paramount com as gravadoras irmãs Interscope e A&M.
Uma omissão importante da trilha sonora é a capa de Patty Larkin de "Tenderness on the Block", que toca durante a cena final. Devido a problemas de direitos autorais e gravação, essa faixa nunca foi lançada e está disponível apenas no filme.

## Recepção

### Bilheteria
O filme estreou na 17 posição nas bilheterias com US$834,817 durante seu primeiro final de semana, mas aumentou 96,5% para US$1,640,438 em seu segundo final de semana. Acabou com um total bruto de US$11,841,544 nos Estados Unidos. Ele também obteve sucesso no Reino Unido, com uma bilheteria total bruta superior a 12 milhões de libras.[carece de fontes?] O total de receita internacional do filme totalizou mais de US$58 milhões.

### Resposta da crítica
Rotten Tomatoes dá ao filme uma pontuação de 62% com base em 50 resenhas, com a leitura de consenso "Apesar da sensação enigmática das narrativas divididas, o filme é assistível devido às performances vencedoras do elenco". Metacritic dá ao filme uma pontuação de 59 em 100 com base em 23 revisões, indicando a reação como "mista ou média".
Time Out descreveu o filme como "essencialmente uma comédia romântica com um truque bacana". Angie Errigo, da revista Empire, dá ao filme 3/5 estrelas. Roger Ebert dá ao filme 2/4 estrelas, e foi crítico do roteiro.